# Nesticus wiehlei
Nesticus wiehlei là một loài nhện trong họ Nesticidae.
Loài này thuộc chi Nesticus. Nesticus wiehlei được miêu tả năm 1979 bởi Dumitrescu.